# Maroussi Athènes
Maillots
Le Maroússi BC (en grec Γυμναστικός σύλλογος Αμαρουσίου «Μαρούσι») est un club grec de basket-ball appartenant à la ligue HEBA (ou ESAKE A1) soit le plus haut niveau du championnat grec. Le club est basé dans la ville d’Athènes.

## Historique
Le Maroussi Basketball Club est la section basket-ball de l'un des plus vieux clubs omnisports de Grèce (fondé en 1896).
Le club de basket-ball, fondé en 1950, est également connu sous le nom de Gymnastikos Syllogos Amaroussiou, il est basé dans le quartier de Maroussi, situé dans la banlieue nord d'Athènes.
Le symbole du club, une fleur de lys, est identique à celui de l'ancien lycée Anávryta, établissement réservé à la haute société grecque, ainsi qu'à la famille royale, et dont le club était très proche.
La section basket-ball, a toujours été la plus importante du club, et fait partie des membres initiaux du championnat grec.
Le club de Maroussi connait son heure de gloire européenne en 2001, lorsqu'il remporte la Coupe Saporta, s'imposant en finale face aux Français de l'Élan sportif chalonnais 74-72,.
Maroussi se qualifie à nouveau pour une finale européenne, celle de l'édition 2003-2004 de l'Eurocoupe, mais s'incline cette fois face aux Russes de UNICS Kazan 63-87.
Lors de cette même saison 2003-2004, le club dispute et perd la finale du championnat grec face au Panathinaïkos,.
Lors de la période 2002-2006, le club est entrainé par l'une des légendes du basket-ball grec, Panayótis Yannákis, qui révèle l'une des futures stars de l'Équipe de Grèce de basket-ball, Vasílios Spanoúlis.

## Palmarès
- Coupe Saporta : 2001

## Joueurs célèbres
- Vasílios Spanoúlis
- Alexis Kyritsis (en)
- Ioánnis Gagaloúdis
- Aggelos Koronios
- Pródromos Nikolaïdis
- Níkos Boudoúris
- Mark Dickel
- Justin Robinson (basket-ball, Grande-Bretagne)
- Shawn Huff
- Ashraf Amaya
- Jimmy Oliver
- Erik Meek
- Travon Bryant
- Curtis Sumpter
- Dickey Simpkins
- Roderick Blakney (en)
- Jarod Stevenson
- Pat Burke
- Michael Koch
- Stephen Arigbabu
- Vasco Evtimov
- William Phillips
- Dalibor Bagarić
- Renaldas Seibutis
- Ivan Grgat
- Blagota Sekulić
- Bojan Bakić
- Branko Milisavljević

## Entraîneurs célèbres
- Panayótis Yannákis